# Обыкновенный наутилус
Обыкновенный наутилус, или наутилус, или  обыкновенный кораблик (лат. Nautilus pompilius) — вид головоногих моллюсков из рода Nautilus. Распространены у побережья Индонезии, Филиппин, Новой Гвинеи и Меланезии, в Южно-Китайском море, у северного побережья Австралии, западной Микронезии и западной Полинезии. Встречаются на глубинах до 400 метров. В рационе представлена как животная, так и растительная пища.

## Внешний вид. Физиологические особенности

### Раковина
Диаметр достигает 25 см. Раковина спирально закручена в одной плоскости и разделена на камеры. В самой крупной находится тело животного, а остальные служат для всплывания и погружения на определённые глубины, частично наполняясь то воздухом с повышенным содержанием азота, то водой.
Самки меньше самцов: диаметр их раковины — около 11—12 см, против 13—14 у самцов. А новорожденный наутилус имеет длину 2,5 см. Половая зрелость у самок наступает, когда раковина дорастает до 9 см, у самцов — до 11 см.
Окрас раковины варьирует у разных представителей, чаще всего он тигровый: на белом фоне поперёк расположены коричневые неровные полосы. Обычно верхняя часть более тёмная, чем нижняя; это является маскировкой от хищников: светлая нижняя часть менее заметна на фоне поверхности воды, а тёмная, наоборот, сливается с морским дном. Внутренняя часть раковины перламутровая.

### Нога
Тело обыкновенного наутилуса двустороннесимметрично.
Рот окружён многочисленными (около 90) выростами-руками, которые в отличие от рук других современных головоногих не несут присосок. Руки служат для захвата добычи и для передвижения.
Близ мантии лежит мускулистый орган, имеющий вид воронки, обращённой узким концом наружу, служащий для выброса воды из мантийной полости. При этом выбросе моллюск получает толчок, отбрасывающий его назад. В этом и состоит способ передвижения обыкновенного наутилуса в толще воды.
Глаза моллюска примитивны, в них нет хрусталика. На голове расположена пара обонятельных щупалец — ринофор, основная функция которых — хеморецепция.

### Питание
Наутилусы ведут придонный образ жизни, собирая мёртвых животных и крупные органические остатки — то есть это морские падальщики. Может не питаться весьма долгое время, а также получать пищу всего один раз в месяц, при этом сохраняя жизнеспособность.

### Половая система и размножение
Представители вида раздельнополы. Семя самца заключено в сперматофоры. При копуляции самец захватывает сперматофор спадиксом — видоизменённой рукой, аналогичной гектокотилю двужаберных головоногих, — и переносит его в мантийную полость самки.
Яйца имеют толстую оболочку. Самка прикрепляет их к подводным предметам. Нововылупленные представители похожи на взрослых особей, имеют уже сформировавшееся тело.
Соотношение самок и самцов в популяции на рифе Оспрей составляло 89,5 % самцов и 10,5 % самок. У других популяций наутилусов соотношение самцов и самок меняется от 94:6 до 60:40 (всегда в пользу самцов). Предполагается, что самцы вступают в турнирные бои за немногочисленных самок. Около 10 % популяции составляет молодь.
Для взрослых особей скорость роста равна 0,061 мм в день, для незрелых особей — 0,068 мм в день.

## Подвиды
Было описано два подвида обыкновенного наутилуса:
- Nautilus pompilius pompilius Linnaeus (1758)
- Nautilus pompilius suluensis Habe et Okutani (1758)

Первый из них — наиболее известный представитель всего подкласса. Из-за больших размеров его иногда называют «наути́лус-импера́тор» (англ. Emperor Nautilus).
Очень крупные экземпляры с раковиной диаметром до 268 мм были зарегистрированы в Индонезии и северной Австралии. Эти гигантские представители были описаны как Nautilus repertus, однако большинство учёных не считают их отдельным видом.
Nautilus pompilius suluensis встречается реже. Представители были впервые обнаружены в море Сулу на юго-западе Филиппин, в честь которого и назван вид. Самый крупный зарегистрированный экземпляр имел диаметр раковины в 148 мм.

## Влияние на культуру
Из раковин обыкновенного наутилуса изготовлено множество красивых предметов, находящихся в кунсткамерах эпохи Возрождения. Часто ювелиры делают из них экстравагантные чаши на тонких ножках, предназначенные в основном для украшения, а не для использования.

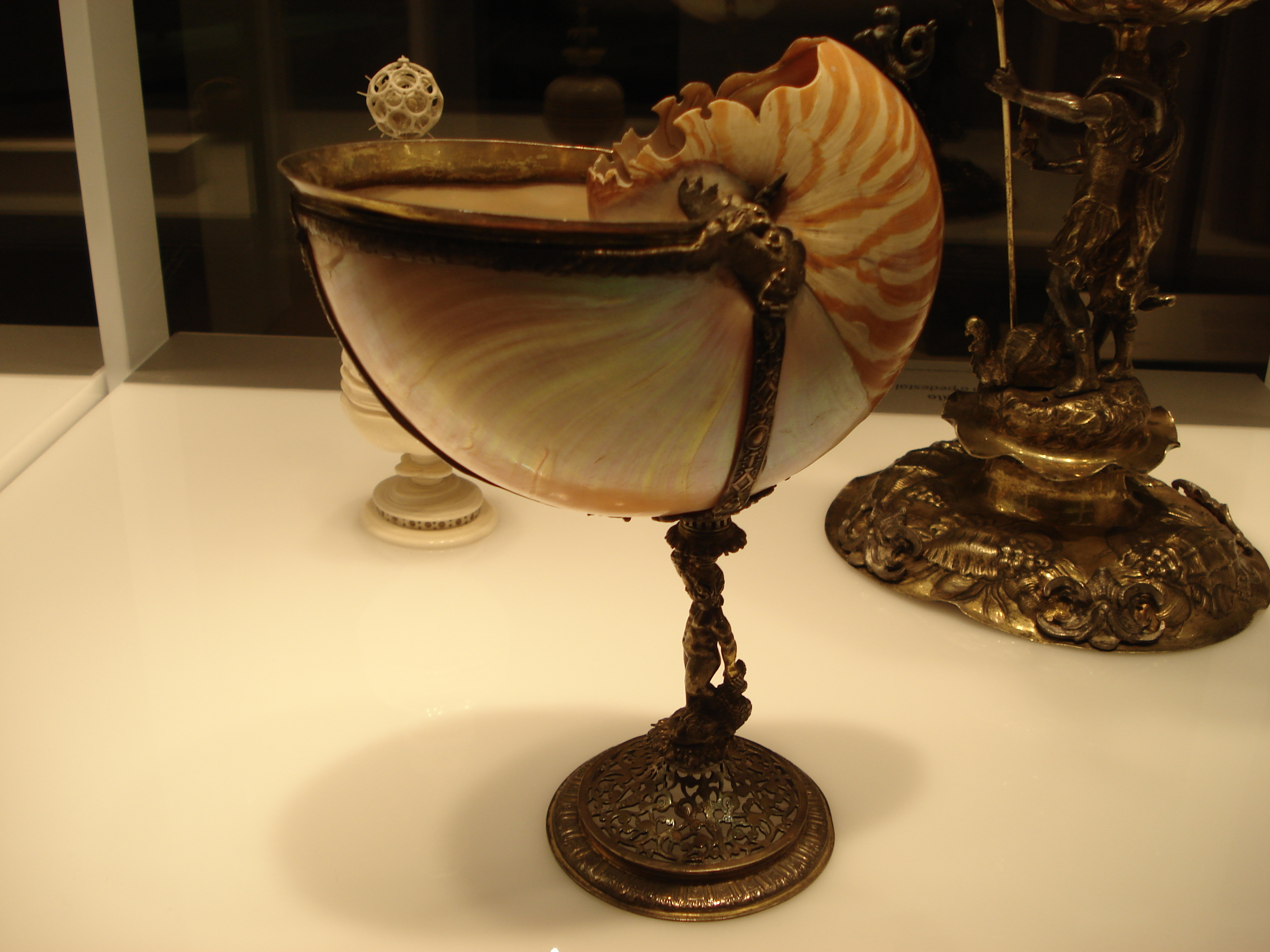
Чаша XIX века, изготовленная из раковины обыкновенного наутилуса

«Chambered Nautilus» (распространённое в английском языке название данного вида) — название стихотворения Оливера Уэнделла Холмса, в котором автор восхищается «жемчужным кораблём» (англ. ship of pearl). Он находит в таинственной жизни и смерти наутилуса сильное вдохновение для собственной жизни и своего духовного роста. Он приходит к выводу:
Build thee more stately mansions, O my soul,
As the swift seasons roll!
Leave thy low-vaulted past!
Let each new temple, nobler than the last,
Shut thee from heaven with a dome more vast,
Till thou at length art free,
Leaving thine outgrown shell by life's unresting sea!
Популярная советская рок-группа Nautilus Pompilius названа в честь данного моллюска.

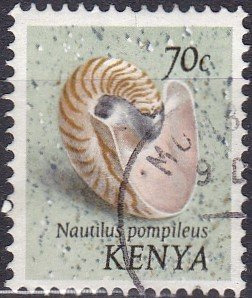
Почтовая марка Кении с изображением Наутилуса.

Американский композитор и комментатор Димс Тейлор в 1916 году написал кантату под названием Nautilus Chambered.
Акустические колонки «Nautilus» фирмы Bowers & Wilkins формой, точно повторяющей раковину моллюска, стоимостью более 70000 долларов были впервые выпущены в начале 1990-х годов и считаются некоторыми экспертами эталоном качества воспроизведения звука.
Название «Nautilus» носила подводная лодка в произведениях «20 000 лье под водой» и «Таинственный остров» французского писателя Жюля Верна.